# Središnja knjižnica Rusina i Ukrajinaca u Hrvatskoj
Središnja knjižnica Rusina i Ukrajinaca u Hrvatskoj (ukrajinski: Центральна бібліoтека русинів і українців Хoрватїі) osnovana je 1995. godine od kada djeluje u okviru Knjižnice grada Zagreba.  Osim u središtu u Zagrebu, dijelovi građe knjižnice mogu se koristiti u knjižnicama u Vinkovcima, Lipovljanima, Vukovaru, Petrovcima, Sisku i Puli. Knjižnica surađuje s brojnim institucijama i udrugama među kojima su i Katedra za ukrajinski jezik i književnost Odsjeka za slavenske jezike i književnost Filozofskog fakulteta Sveučilišta u Zagrebu i Veleposlanstvo Ukrajine u Republici Hrvatskoj. Građa Središnje knjižnice smještena je u Informativno-posudbenom i Glazbenom odjelu Gradske knjižnice Zagreb, a posuđuje se pod istim uvjetima kao i ostala građa.